# Philippe Ermenault
Philippe Ermenault, född den 29 april 1969 i Flixecourt, Frankrike, är en fransk tävlingscyklist som tog OS-guld i lagförföljelsen och silver i den individuella förföljelsen vid olympiska sommarspelen 1996 i Atlanta. 